# Noah Emmerich
Noah Nicholas Emmerich (New York, 1965. február 27. –) amerikai színész, televíziós rendező.
Fontosabb alakításai voltak a Gyönyörű lányok (1996), a Truman Show (1998), a Frekvencia (2000), a Csoda a jégen (2004), az Apró titkok (2006) és a Super 8 (2011) című filmekben.
Televíziós szereplései közé tartozik a Foglalkozásuk: amerikai című drámasorozat, melyben 2013 és 2018 között főszereplőként Stan Beeman FBI-ügynököt játszotta.

## Fiatalkora és családja
New Yorkban született, egy zsidó származású család harmadik fiúgyermekeként. Édesanyja, Constance zongorista, édesapja, André Emmerich (1924–2007) műkereskedő és galériatulajdonos volt. Anyai ágról magyar és román, míg apai ágról német és francia felmenőkkel rendelkezik. A frankfurti születésű André családjával együtt 1940-ben menekült el a náci Németországból, először Amszterdamba, majd az Egyesült Államokba. Noah nagynénje Anne Frank osztálytársa volt.
Két bátyja van: a forgatókönyvíró és filmproducer Toby Emmerich, valamint Adam Emmerich ügyvéd. Roland Emmerich rendezővel csupán névrokonságban állnak.
Noah a Dalton School nevű magániskola növendéke volt, ahol trombitázni is tanult. Később a Yale Egyetem joghallgatója lett, majd lámpaláza és alkalmankénti dadogása ellenére egy musicalben is elvállalt egy kis szerepet. Egy évnyi külföldi tartózkodás után New Yorkba visszatérve a színház világát választotta.

## Pályafutása
Első nagyobb filmszerepe Ted Demme 1996-os Gyönyörű lányok című vígjáték-drámájában volt. 1997-ben a Cop Land című bűnügyi filmdrámában játszott seriffhelyettest Sylvester Stallone oldalán. Az 1990-es évek végéig feltűnt a Truman Show (1998) és az Életfogytig (1999) című filmekben.
A 2000-es évektől drámaibb hangvételű szerepei voltak olyan mozikban, mint a Frekvencia (2000), a Határok nélkül (2003), az Apró titkok (2006) és A zsaruk becsülete (2008). 2004-ben egy valós személyt, Craig Patrick segédedzőt formálta meg a Csoda a jégen című, jégkorong témájú sportfilmben. Utóbbi két filmet közeli barátja, Gavin O’Connor rendezte, csakúgy mint a Warrior – A végső menet (2011) című sportdrámát, melyben Emmerich szintén szerepelt.
J. J. Abrams 2011-ben bemutatott Super 8 című sci-fijében negatív főszereplőként tűnt fel. 2016-ban egy O’Connor rendezésében készült westernfilm, a Jane a célkeresztben szereplője volt.
Legfontosabb televíziós szerepe – számos epizódszerep után – a Foglalkozásuk: amerikai című történelmi drámasorozatban volt. Ebben Emmerich 2013–2018 között alakította az egyik főszereplőt, Stan Beeman FBI-ügynököt és a színészet mellett rendezőként is kipróbálta magát. 2019-ben a szintén kémkedés témájú minisorozat, Az izraeli kém egyik szereplője volt. Dr. Edwin Jenner szerepét vállalta el a The Walking Dead 2010-es epizódjaiban, illetve 2021-ben annak The Walking Dead: World Beyond című spin-offjában. 2020 és 2022 között a Netflixes Űrhadosztály mellékszereplője volt. 2022-től a Gyanú és a Dark Winds sorozatok főszereplője.

## Magánélete
1998-tól 2003-ig Melissa Fitzgerald színésznő férje volt. 2014-ben vette feleségül Mary Regency Boies színész-producert.[forrás?]

## Filmográfia

### Film
| Év   | Magyar cím              | Eredeti cím                     | Szerep                       | Magyar hang        | Rendező             |
| ---- | ----------------------- | ------------------------------- | ---------------------------- | ------------------ | ------------------- |
| 1993 | Az utolsó akcióhős      | Last Action Hero                | újonc                        | Szűcs Sándor       | John McTiernan      |
| 1994 |                         | Laura Sobers (rövidfilm)        | Dale                         |                    | Bryan Root          |
| 1996 | Gyönyörű lányok         | Beautiful Girls                 | Michael "Mo" Morris          | Jászai László      | Ted Demme (1.)      |
| 1996 | Gyönyörű lányok         | Beautiful Girls                 | Michael "Mo" Morris          | Király Attila      | Ted Demme (1.)      |
| 1997 | Cop Land                | Cop Land                        | Bill Geisler seriffhelyettes | Harmath Imre       | James Mangold       |
| 1998 | Truman Show             | The Truman Show                 | Louis Coltrane / Marlon      | Kőszegi Ákos       | Peter Weir          |
| 1999 | Életfogytig             | Life                            | Stan Blocker                 | Szerémi Zoltán     | Ted Demme (2.)      |
| 1999 | Tűzforró Alabama        | Crazy in Alabama                | Raymond seriff               | Németh Gábor       | Antonio Banderas    |
| 1999 | Pasifogó                | Tumbleweeds                     | Vertis Dewey                 |                    | Gavin O’Connor (1.) |
| 2000 | Szerelem és szex        | Love & Sex                      | Eric                         |                    | Valerie Breiman     |
| 2000 | Frekvencia              | Frequency                       | Gordo Hersch                 | Selmeczi Roland    | Gregory Hoblit      |
| 2001 |                         | Julie Johnson                   | Rick Johnson                 |                    | Bob Gosse           |
| 2002 | A fegyverek szava       | Windtalkers                     | Chick közlegény              | Szabó Győző        | John Woo            |
| 2003 | Határok nélkül          | Beyond Borders                  | Elliot Hauser                | Barbinek Péter     | Martin Campbell     |
| 2004 | Csoda a jégen           | Miracle                         | Craig Patrick                | Besenczi Árpád     | Gavin O’Connor (2.) |
| 2004 | Mobil                   | Cellular                        | Jack Tanner                  | Sebestyén András   | David R. Ellis      |
| 2006 | Apró titkok             | Little Children                 | Larry Hedges                 | Király Attila      | Todd Field          |
| 2007 | A Karácsony története   | Joulutarina                     | Nikolas (angol hangja)       |                    | Juha Wuolijoki      |
| 2008 | A zsaruk becsülete      | Pride and Glory                 | Francis Tierney, Jr.         | Király Attila      | Gavin O’Connor (3.) |
| 2010 | Gyógyító érintés        | Sympathy for Delicious          | Rene Faubacher               | Pusztaszeri Kornél | Mark Ruffalo        |
| 2010 |                         | Trust                           | Al Hart                      |                    | David Schwimmer     |
| 2010 | Államtrükkök            | Fair Game                       | Bill Johnson                 | Kardos Róbert      | Doug Liman          |
| 2011 | Super 8                 | Super 8                         | Nelec ezredes                | Epres Attila       | J. J. Abrams        |
| 2011 | Warrior – A végső menet | Warrior                         | Dan Taylor                   |                    | Gavin O’Connor (4.) |
| 2012 |                         | The Fitzgerald Family Christmas | Francis "FX" Xavier          |                    | Edward Burns        |
| 2013 | Vérkötelék              | Blood Ties                      | Connellan hadnagy            | Jantyik Csaba      | Guillaume Canet     |
| 2016 | Jane a célkeresztben    | Jane Got a Gun                  | Bill Hammond                 | Epres Attila       | Gavin O’Connor (5.) |
| 2017 | Vad esküvő              | The Wilde Wedding               | Jimmy Darling                | Király Attila      | Damian Harris       |
| 2022 | A másik nővér           | The Good Nurse                  | Tim Braun                    | Németh Gábor       | Tobias Lindholm     |

### Televízió
| Év        | Magyar cím                               | Eredeti cím                       | Szerep               | Magyar hang      | Megjegyzések                                  |
| --------- | ---------------------------------------- | --------------------------------- | -------------------- | ---------------- | --------------------------------------------- |
| 1993      |                                          | Flying Blind                      | Ronald               |                  | 1 epizód                                      |
| 1994      | New York rendőrei                        | NYPD Blue                         | Eddie                |                  | 1 epizód                                      |
| 1994      | Becsületes zsaru                         | Jack Reed: A Search for Justice   | rendőr               | Berzsenyi Zoltán | tévéfilm                                      |
| 1995      | Melrose Place                            | Melrose Place                     | Sam Bennett          |                  | 1 epizód                                      |
| 1995      | Végső elhatározás                        | If Someone Had Known              | Ed Hurt rendőr       |                  | tévéfilm                                      |
| 1996      | Ugrás a tűzbe                            | Smoke Jumpers                     | Rhino                | Németh Gábor     | tévéfilm                                      |
| 2000      | Az elnök emberei                         | The West Wing                     | Bobby Zane           |                  | 1 epizód                                      |
| 2000      |                                          | Wonderland                        | Johnny               |                  | 1 epizód                                      |
| 2005      | Április Ruandában                        | Sometimes in April                | Lionel Quaid         | Epres Attila     | tévéfilm                                      |
| 2005      | Esküdt ellenségek: Különleges ügyosztály | Law & Order: Special Victims Unit | Pete Breslin rendőr  |                  | 1 epizód                                      |
| 2009      | Monk – A flúgos nyomozó                  | Monk                              | Roderick Brody       |                  | 1 epizód                                      |
| 2009–2010 | A nagy svindli                           | White Collar                      | Garrett Fowler       |                  | 5 epizód                                      |
| 2010      | The Walking Dead                         | The Walking Dead                  | Dr. Edwin Jenner     | Németh Gábor     | 2 epizód                                      |
| 2013–2018 | Foglalkozásuk: amerikai                  | The Americans                     | Stan Beeman          | Széles Tamás     | - főszereplő (75 epizód) - rendező (3 epizód) |
| 2015      | Master of None – Majdnem elég jó         | Master of None                    | Mark                 |                  | 1 epizód                                      |
| 2016–2019 | Milliárdok nyomában                      | Billions                          | Freddy Aquafino      |                  | - 3 epizód - rendező (2 epizód)               |
| 2019      | Halálzóna                                | The Hot Zone                      | Jerry Jaax alezredes |                  | 6 epizód                                      |
| 2019      | Az izraeli kém                           | The Spy                           | Dan Peleg            | Kárpáti Levente  | 6 epizód                                      |
| 2020–2022 | Űrhadosztály                             | Space Force                       | Kick Grabaston       | Széles Tamás     | 5 epizód                                      |
| 2021      | The Walking Dead: World Beyond           | The Walking Dead: World Beyond    | Dr. Edwin Jenner     |                  | 1 epizód                                      |
| 2022      | Gyanú                                    | Suspicion                         | Scott Anderson       |                  | főszereplő (7 epizód)                         |
| 2022      |                                          | Dark Winds                        | Leland Whitover      |                  | főszereplő (6 epizód)                         |
| 2024      | A nagy szivar                            | The Big Cigar                     | Stanley Schneider    |                  | minisorozat (4 epizód)                        |

## Fordítás
- Ez a szócikk részben vagy egészben  a   Noah Emmerich című angol Wikipédia-szócikk fordításán alapul.  Az eredeti cikk szerkesztőit annak laptörténete sorolja fel. Ez a jelzés csupán a megfogalmazás eredetét és a szerzői jogokat jelzi, nem szolgál a cikkben szereplő információk forrásmegjelöléseként.